# Auguste Schirlé
Marie Auguste Joseph Schirlé est un compositeur, pianiste, organiste et maître de chapelle classique français né le 5 avril 1895 à Epfig, en Alsace alors allemande, et mort le 23 septembre 1971 à Montrouge.

## Biographie
Auguste Schirlé naît le 5 avril 1895 à Epfig (Alsace), d'un père clerc de notaire. Il est un digne représentant de la double culture française-allemande de l’époque, culture qu’il ne renia pas même au plus fort des deux conflits mondiaux qu’il traversa.

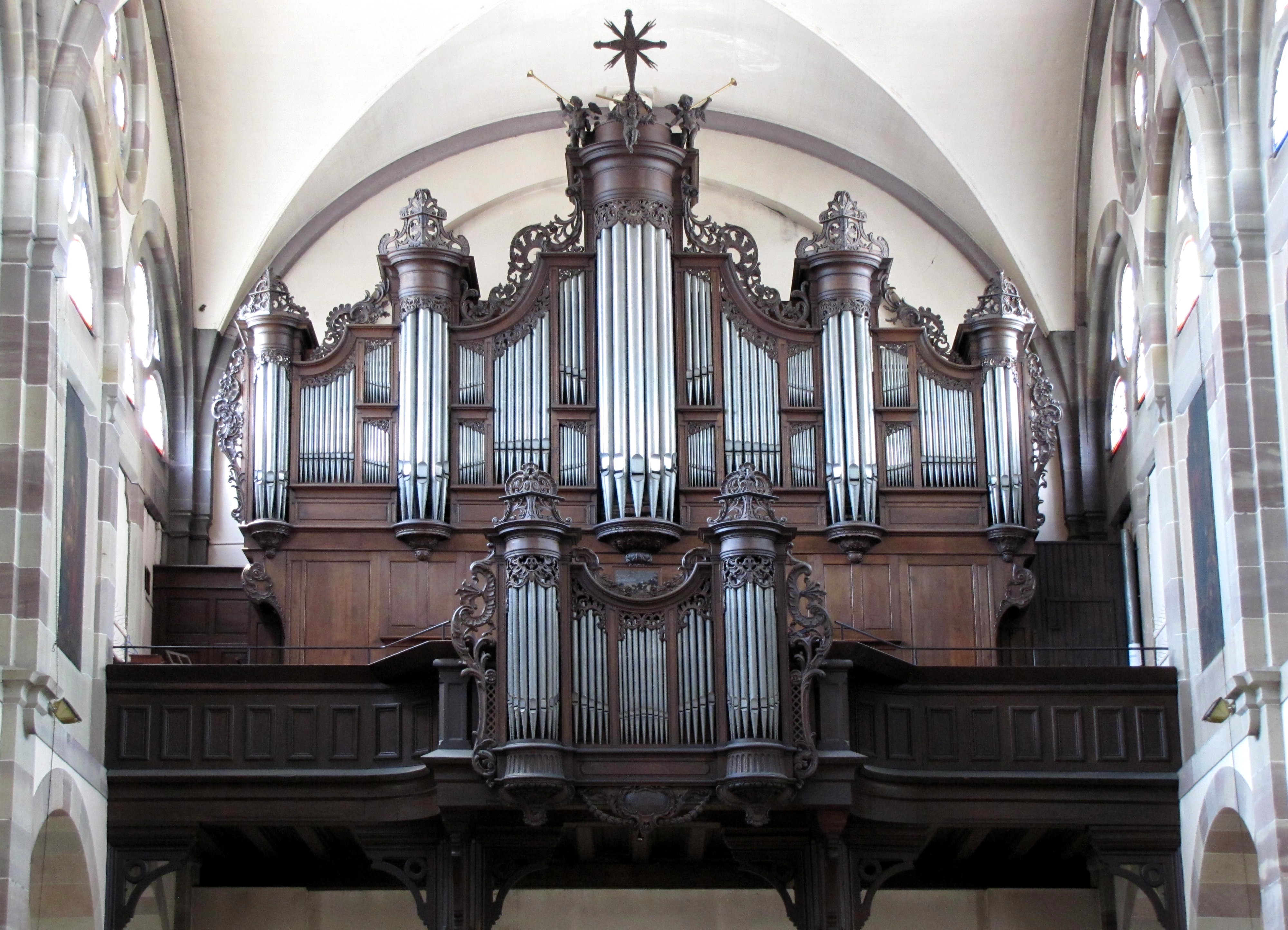
Orgue de l'église Saint-Martin d'Erstein (1914)

D’abord élève de frère Eugène de Matzenheim (violoniste), il suit de 1902-1909 l’enseignement de l’orgue et du piano de Victor Dusch, organiste titulaire de l’orgue d’Erstein. Il remplace de multiples fois le titulaire à l’orgue lorsque celui-ci dirige la chorale Sainte-Cécile.
Les premiers concerts d’Auguste Schirlé sont salués par la critique locale qui l'appelle « le jeune artiste du piano ». Il intègre ensuite le Conservatoire de Strasbourg en 1909 à l'âge de 14 ans, dans la classe d’orgue de Geßner qui fut le professeur de Dusch. Dès 1910 il rentre dans les classes (piano-composition-harmonie) de Marie-Joseph Erb, et remporte le 10 juillet 1914 son diplôme de technique et d’enseignement du piano. En direction d’orchestre, il suit la classe de Hans Pfitzner, qui donnera le 7 juillet 1916 en public la symphonie de son élève.
Avant l’armistice de 1918, il passe quelques mois au Conservatoire de Stuttgart auprès du pianiste Max von Pauer alors directeur de ladite institution. Il prendra des cours avec Erika von Binzer (élève de Ranau-Litszt). Il est titulaire de l’orgue de Benfeld de 1911 à 1918. À 19 ans, avec les sommités alsaciennes de l’époque, il inaugurera l’orgue Roethinger d’Erstein le 3 mai 1914.
Présenté par Erb à Charles-Marie Widor, il rentre dans sa classe de composition du Conservatoire de Paris pour préparer le Grand-Prix de Rome. Il est 3 fois candidat en 1922 – 1923 et 1924. Il continue l’étude du piano avec Isidor Philipp.
En 1926 il obtient trois médailles aux Concours de Florence, une d’or pour le poème symphonique Le Taennchel et deux d’argent une pour son Miserere chœur et orchestre, l’autre pour un quatuor à cordes Esyola. Son œuvre sera couronnée par le prix de composition Gabriel Pierné en 1948.
De multiples émissions diffusent plusieurs de ses œuvres à Radio Paris, Radio PTT, Radio Strasbourg, etc. Les chefs qui les ont dirigées sont Pfitzner, Paul de Saunières, Maurice de Villers, Henri Bressel, René Delaunay, René Alix.

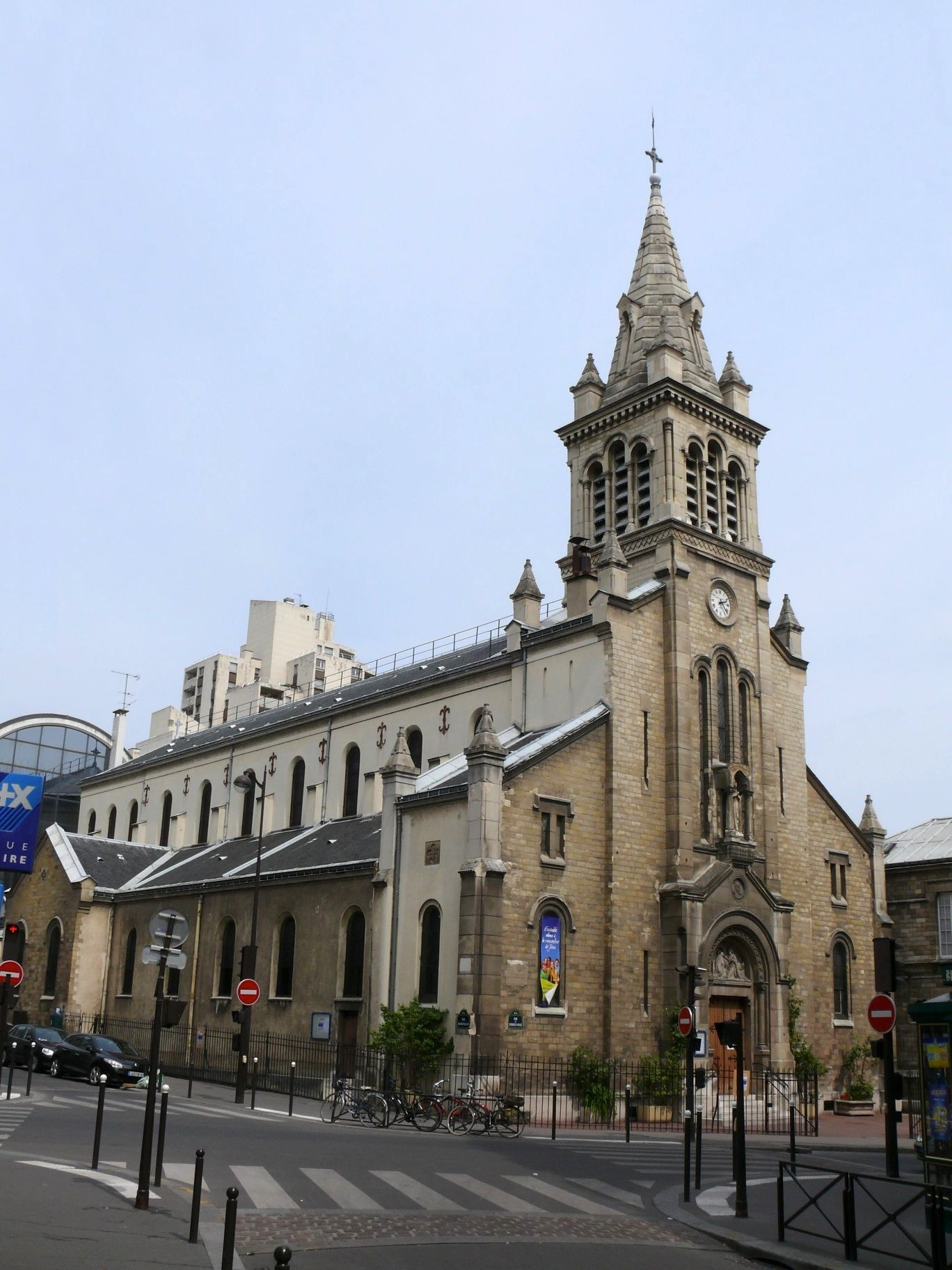
Église de l'Immaculée-Conception de Paris.

Auguste Schirlé est titulaire (1933 – 1969) de l’orgue Abbey de l’Église de l'Immaculée-Conception de Paris et enseigne à l’école St Michel de Picpus qui en dépend. De même il donne des cours d'orgue au Lycée Saint Louis et au Lycée Stanislas de 1946 à 1969. Il créera les concerts spirituels à l’église de l’Immaculée Conception à la demande du curé de l’époque. Son répertoire est étonnant et dès 1936 il interprète les symphonies de Widor et jouera de nombreuses fois Reger que ce soit lors de manifestations religieuses ou à la Radio.
Il fait partie, dès sa création en 1949, des collaborateurs de la revue grégorienne de l’Abbé Ferdinand Portier en tant que rédacteur de la rubrique de l’orgue.
Il participe aux concerts après relevages de différents orgues. En 1966 après la restauration Müller - il a 71ans - il donne son dernier grand concert à l’église de l’Immaculée Conception durant lequel ont été interprétées quelques-unes de ses œuvres. Au cours de ce concert se sont produits les artistes de l'O.R.T.F. (concert enregistré sur disque Pyral).
Il épouse en février 1927 Léonie Lecerf dont il a trois fils : Aloyse, Xavier et Stéphane.
Auguste Schirlé meurt le 23 septembre 1971 à Montrouge. Il est inhumé au cimetière de Krautergersheim, village natal de sa mère dans lequel il passait toutes ses vacances.

## Œuvres

### Pièces orchestrales
- Symphonie n°1  op. 2 (manuscrit)
- Partage de la Terre de Schiller op.14 - Chœur mixte et Orchestre- (manuscrit)
- Le repos en Égypte – Isoline op 24 - Chœur mixte et Orchestre- (manuscrit)
- Poème symphonique ‘le Taennchel’ op 34* – orchestre. (en cours)
- Berceuse, Fileuse, Pastorale, Scherzo et Finale op 39 - orchestre
- Concertino pour Piano et Orchestre op 48 (manuscrit)-
- Berceuse op 49

### Orgue
- Messe de Requiem op 1, dédié à "mon vénéré ami monsieur l'Abbé Martin Vogeleis" (1922 Deiss & Crepin, deuxième édition 2020 Salabert)
- Choral avec variations, 5 chorals, Versets, Interludes Sonate en mi bémol -1er mouvement 2 morceaux d’orgue sur des thèmes de Bach et Rameau op 8 (en cours de saisie)
- Fantaisie en ré mineur, Fantaisie sur Noël, Passacaglia, Extase op 11 (Chanteloup Musique)
- 11 pièces pour orgue op 46 (manuscrit)

### Musique de chambre
- Pièces pour Piano/violon op 9 (manuscrit)
- Petite Suite – Sonate sur un thème grec – Fantaisie op 16 piano - violoncelle (manuscrit)
- Variations sur un thème danois sur un thème de Widor op 17 quatuor à cordes (manuscrit)
- Variations sur un thème français, sur un thème grec – 1er mouvement d’une Sonate do mineur – 10 variations en fa – 2e mouvement d’une Sonate sol bémol majeur – Widoriana op 18 quatuor à cordes (manuscrit)
- Quatuor à cordes op 20 (manuscrit)
- Quatuor à cordes op 22* Esyola (manuscrit)
- Sonate Piano/violon op 26 (manuscrit)
- Sonate Piano/violon op 27 (manuscrit)
- Pièces pour Piano/violon op 31 (manuscrit)
- Pièces pour Piano/violoncelle op 36(manuscrit)
- Trio en Fa mineur op 47 (manuscrit)

### Piano solo
- 22 Fugues (piano ou orgue) op 25 (manuscrit)
- 24 Préludes  op 30 (manuscrit)
- Variations sur un thème de Widor op 23 (anciennement Hamelle)
- Technique du Piano avec conseils aux pianistes op 32
- Pièces pour piano op 33 (manuscrit)
- Nouvel pour la jeunesse op 35 (Chanteloup musique)
- 24 pièces pour le piano op 38 (manuscrit)
- Pièces pour piano op 43 (manuscrit)

### Deux pianos
- Transcription Prélude et Fugue en ré Majeur de Bach op 11 pour 2 Pianos (manuscrit)

### Œuvres vocales
- Exercices d’intonation pour former l’oreille op 28

#### Musique sacrée
- Miserere, version pour chœur et orgue, op 3[4]
- Missa Brevis op 4 a cappella
- 2e Psaume op 5 chœur et orchestre ou orgue (manuscrit)-
- Petit salut : Adoramus te, Ave maria, Tu es Petrus, Tantum ergo, Laudate dominum, Misere op 6
- 5  Mélodies religieuses op 7 (2 éditées Schola CH)
- Tu es Pétrus op 12 pour chant et orgue (manuscrit)
- 2  Chœurs religieux op 13 a cappella (manuscrit)
- Tragédie Sacrée op 15 chœur mixte et orchestre (manuscrit)
- Messe de Requiem op 29 chœur et orchestre (manuscrit)
- Oratorio L’homme et son ange op 45 chœur mixte et orchestre (manuscrit)
- Messe en Français op 50 a cappella (tapuscrit)

#### Musique profane
- 11 Mélodies op. 10 (manuscrit)- voix et piano
- 8 Chœurs a cappella op13
- 10 Mélodies ‘L’Aube qui chante’ op. 19 (Salabert) - voix et piano
- 12 Mélodies op. 21 (manuscrit) - voix et piano
- 20 Mélodies op. 37 (manuscrit) - voix et piano
- 22 Mélodies op. 40 (14 éditées Hamelle - manuscrit) - voix et piano
- 24 Mélodies op. 41 (manuscrit) - voix et piano
- 25 Mélodies op. 42 (manuscrit) - voix et piano

### Musique de théâtre
- Ballet pantomime L'Ombre op 44 – orchestre et une voix/
- Les œuvres op 3 - op22 - op34 ont été primées au concours International de l’Union Musicisti Italiani en 1926

## Publications
- Echos des Sanctuaires de Sainte Odile, 1930 ‘A la source du Mont Sainte Odile’ - 1931 Autour des exercices de piano et d’orgue.
- Revue Sainte Cécile 1933 ‘Conseils aux jeunes organistes’’.
- La  Revue Grégorienne de l’Abbé portier -1946 à 1959 + 1969, Les vieux Maîtres de la musique religieuse – L’orgue … de la registration – L’harmonium… de la registration – Travailler l’orgue.

## Discographie
- Widor – Schirlé - Reger par Thomas Kientz aux orgues de Kintzheim et de Bergheim
- L’orgue alsacien des XIXe et XXe siècle, par Yannick Merlin  au Temple Neuf de Strasbourg (OCLC 951167410).